# Wat Arun
Wat Arun (thai: วัดอรุณ), Gryningstemplet, är ett buddhistiskt tempel (wat) i Bangkok, Thailand.

## Historia
Templet byggdes någon gång under Ayutthayas tid som Thailands huvudstad och hette ursprungligen Wat Makok (Olivtemplet). Templet var stängt för västerlänningar fram till år 2005.

## Arkitektur

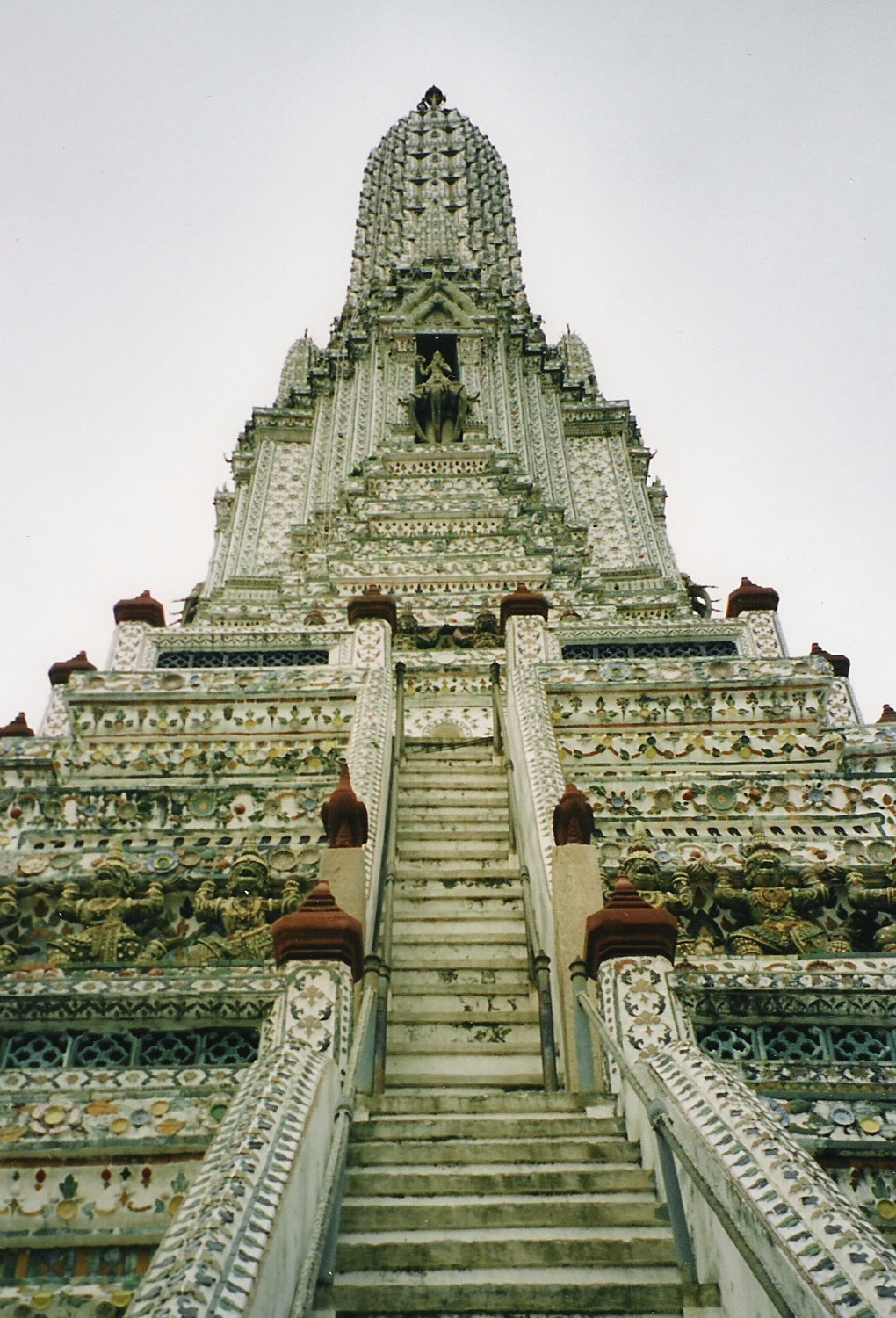
Wat Aruns prang

Templets främsta kännetecken är dess prang (khmeriska torn). Branta trappsteg leder upp till två terrasser. Höjden rapporteras av olika källor till att ligga i intervallet 66,80 –86 m. Hörnen omges av fyra mindre pranger, dekorerade med snäckskal och porslin som tidigare avänts som ballast i fartyg som färdats till Bangkok från Kina. Runt prangernas baser finns flera figuriner som avbildar djur och gamla kinesiska soldater. Ovanför den andra terrassen finns fyra statyer som avbildar den hinduiske guden Indra ridandes Erawan.
Närmast floden ligger sex paviljonger (sala) i kinesisk stil, utförda i grön granit och innehållandes landningsplatser.
Intill prangerna ligger Invigningssalen med Niratmir-buddhan som kung Rama II sägs ha utformat. Huvudentrén har ett tak med en central spira, dekorerad med färgad keramik och stuckaturer, höljda i färgat porslin. Det finns även två demoner som agerar tempelvakter på framsidan.